# Techem

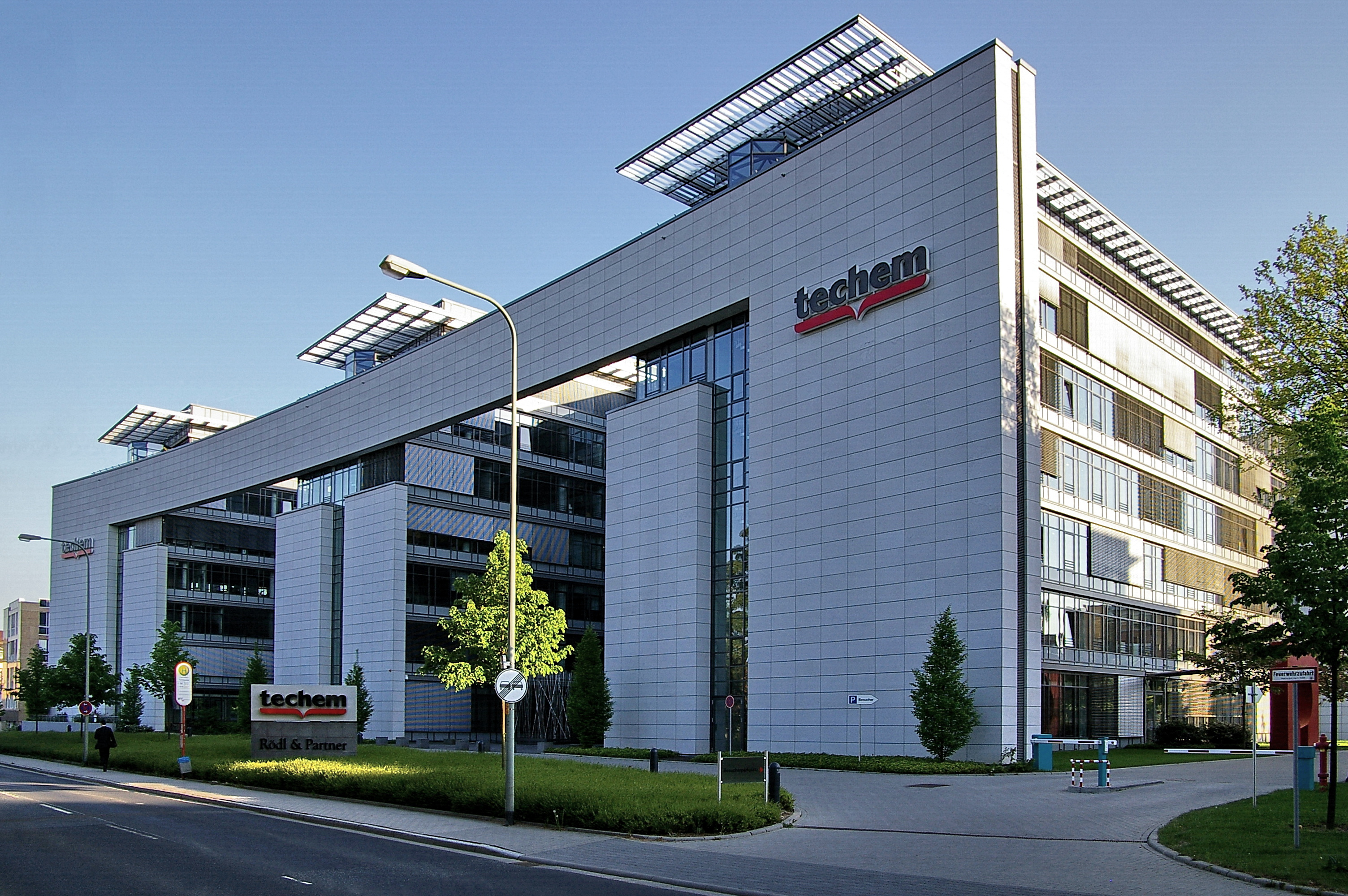
Hauptverwaltung in Eschborn

Die Techem GmbH (eigene Schreibweise: techem) ist ein weltweit tätiger deutscher Energiedienstleister für die Immobilienwirtschaft und private Wohnungseigentümer mit Sitz in Eschborn.

## Kennzahlen
Techem ist ein weltweit tätiger Anbieter für Energieabrechnungen und Energiemanagement. Nach eigenen Angaben ist das Unternehmen in Deutschland Marktführer im Bereich der verbrauchsgerechten Erfassung und Abrechnung von Wärme und Wasser in Immobilien. Im derzeit „wettbewerbslosen Oligopol“ und „Zähler-Kartell“ hatte das Geschäftsfeld Submetering im Jahre 2014 in Deutschland ein Umsatzvolumen von rund 1,47 Mrd. Euro. Die Dienstleistungen reichen vom Energiebezug über die Erfassung und Abrechnung des Wärme- und Wasserverbrauchs bis zu detaillierten Analysen. Die Firmenzentrale in Eschborn betreut in Deutschland etwa 60 Standorte. Techem ist in weiteren 20 europäischen Ländern tätig, darüber hinaus auch in Brasilien und den Vereinigten Arabischen Emiraten.
Weltweit ist das Unternehmen in rund 150 Niederlassungen vertreten und führt die Erfassung und Abrechnung in 12,6 Millionen Haushalten durch, davon 6,5 Millionen in Deutschland.

## Geschäftsfelder

### Energy Services
Dienstleistung und Geräte zur Erfassung und Abrechnung von Energie und Wasser, Energiemonitoring sowie Gerätevertrieb, -vermietung und -wartung. Es befinden sich rund 63 Millionen Geräte im Abrechnungsdienst, davon rund 62 % mit Funktechnologie. Der Umsatz im Geschäftsjahr 2021/2022 betrug 759 Millionen Euro.

### Energy Efficiency Solutions
Das Segment Energy Efficiency Solutions bietet System-Contracting und Energieberatung an und erbringt für die Kunden Dienstleistungen im Zusammenhang mit der Planung, der Finanzierung, dem Bau und dem Betrieb von Wärmeerzeugungsanlagen. Die Anlagen werden kontinuierlich gewartet. Den Kunden werden Gas, Öl, Fernwärme und Strom zur Verfügung gestellt. Der Umsatz im Geschäftsjahr 2021/2022 betrug 141 Millionen Euro.

## Niederlassung Österreich

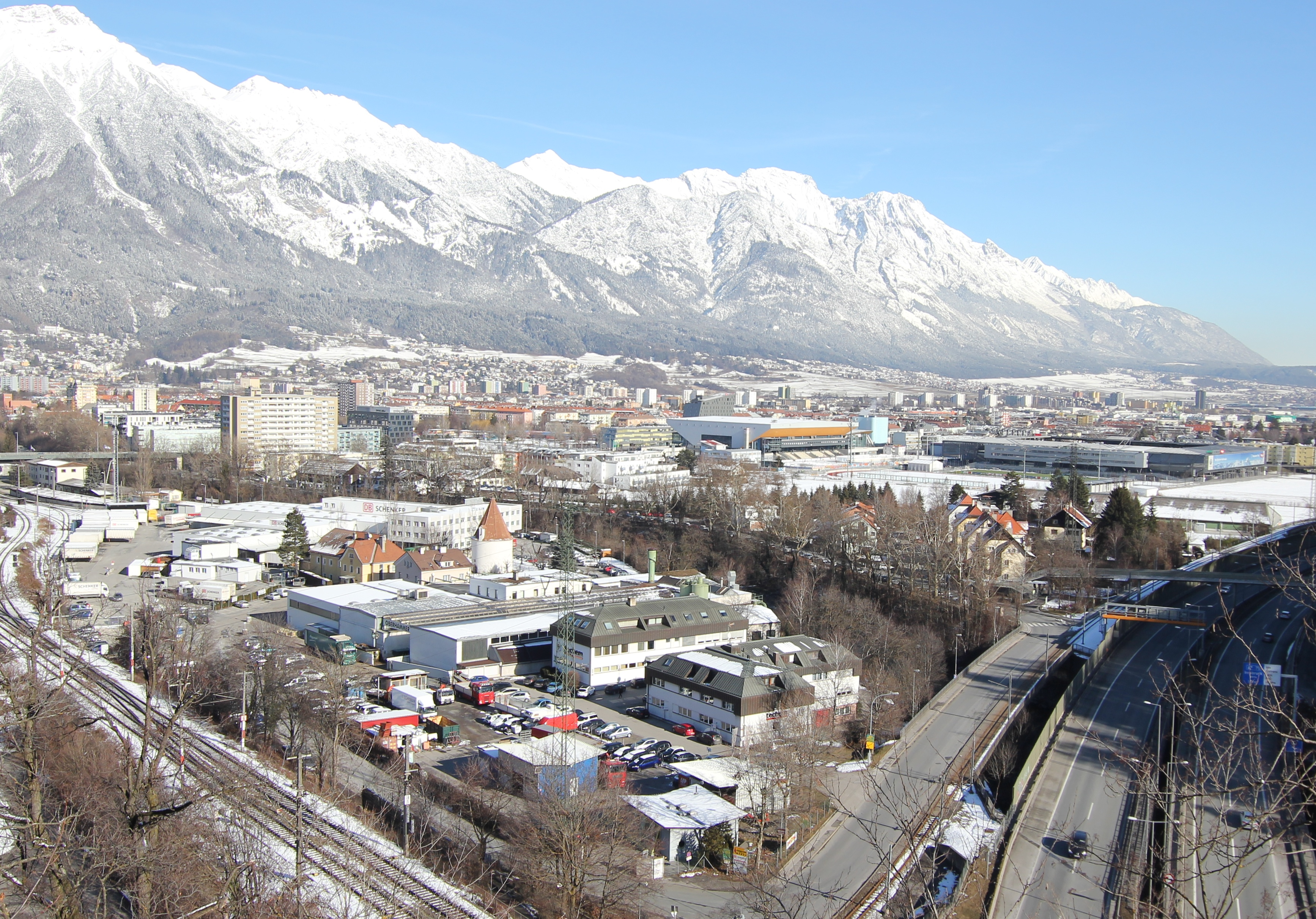
Techem Messtechnik GmbH in Innsbruck

Die Techem Messtechnik GmbH wurde 1957 als Universal Wärmetechnik in Innsbruck gegründet. 1979 folgte die Umbenennung in Techem Clorius sowie ein Standortwechsel vom Stadtteil Sankt Nikolaus nach Wilten.
2007 kam es zur Gründung und Beteiligung an Techem Dubai.
Das Unternehmen betreut in Österreich mit 150 Mitarbeitern rund 3 Millionen Mess- und Erfassungsgeräte. Der Umsatz lag 2017 bei knapp 30 Millionen Euro, womit das Unternehmen auf Platz 207 im Tiroler Unternehmerranking kommt. Die Techem Wassertechnik GmbH wurde 1996 in Wels gegründet.
2016 Techem Österreich gewann als einziges Unternehmen in der Kategorie „Goldener Mittelbau“ den Austria’s Leading Companies Award in Tirol.

## Besitzverhältnisse
Seit 2018 befindet sich Techem im Besitz einer Investorengruppe unter Führung der schweizerischen Partners Group, zu der die beiden kanadischen Pensionsfonds Caisse de depot et placement du Quebec (CDPQ) und Ontario Teachers’ Pension Plan (OTPP) gehören.
2024 einigten sich die Partners Group und TPG Capital auf einen Verkauf an den weltweit größten Impact-Fonds "TPG Rise Climate". Der Kaufvertrag sollte im September 2024 unterschrieben werden.[veraltet] Am 7. Oktober 2024 unterzeichneten TPG Rise Climate und der singapurische Investor GIC eine Vereinbarung zum Erwerb der Techem-Gruppe für 6,7 Mrd. Euro.
Im Frühjahr 2025 zogen TPG Rise Climate und GIC jedoch ihren Antrag auf kartellrechtliche Genehmigung durch die EU-Kommission zurück. Im Juli 2025 teilte Techem mit, dass nunmehr ein neues Konsortium, bestehend aus der Infrastruktureinheit von Partners Group als künftigem Mehrheitseigentümer sowie aus GIC, TPG Rise Climate und der Mubadala Investment Company aus den Vereinigten Arabischen Emiraten als Minderheitseigentümern, das Unternehmen übernehme. Das Konsortium aus Partners Group, La Caisse und Ontario Teachers’ Pension Plan, das Techem 2018 übernommen hatte, werde sich vollständig von der Beteiligung trennen. Der Abschluss der Transaktion wird vorbehaltlich üblicher Vollzugsbedingungen und behördlicher Genehmigungen für das zweite Halbjahr 2025 erwartet.

## Geschichte
1952 gründete Friedrich Ott in Frankfurt die Techem GmbH als Gesellschaft zur Auswertung technisch-chemischer Verfahren und Patente. Mit einer Lizenz eines dänischen Unternehmens und drei Mitarbeitern fing Techem an, Verdunsterröhrchen an Heizungen zu montieren, um in Mehrfamilienhäusern eine gerechte Kostenverteilung zu ermöglichen. Seit Einführung der Heizkostenverordnung des Bundes 1981 müssen in allen Häusern mit mehr als zwei Parteien die Heizkosten für jede Wohnung getrennt ausgewiesen werden. Dies führt zu einem Wachstumsschub bei Techem. 1983 führte Techem die ersten elektronischen Heizkostenverteiler (EHKV) in den Markt ein. 1992 stieg Techem in den Energy-Contracting-Markt ein. 1996 kam es zur Einführung des Funksystems zur Abrechnungsdaten-Übermittlung durch Techem und zu einem Leveraged Buy-out der Techem AG durch die BC Partner Funds. Der Finanzinvestor BC Partners kaufte den Erben des verstorbenen Firmengründers 55 Prozent der Anteile ab. 1998 folgte der Erwerb der bautec Energiemanagement GmbH vom Softwareunternehmen Aareon im Rahmen eines Tauschgeschäfts gegen die Techem IT Services GmbH.
2000 Techem ging nach der Umwandlung in eine AG an die Börse und wurde in den MDAX aufgenommen. Die Familie des Gründers reduzierte ihren Anteil auf 25 Prozent, BC Partners reduzierte auf 33 Prozent. 2001 verkaufte BC Partners seine gesamten Anteile. 2002 erfolgte eine Akquirierung der Computer Wolff GmbH & Co. KG durch Techem und die Umbenennung in WODIS wohnungswirtschaftliche Software GmbH. Das Unternehmen zog in den neuen Konzernsitz Eschborn um. 2003 wurde Techem in den Prime Standard und den neuen MDAX aufgenommen. 2004 kam es zur Gründung einer Tochtergesellschaft in der Volksrepublik China. Techem übernahm 2005 die heimer Concept GmbH. Techem führte mit dem Produkt adapterm ein Energiesparsystem ein, das aktiv die Daten des Funkheizkostenverteilers zur Energieeinsparung nutzt. Die Gründerfamilie verkaufte 2006 ihren restlichen 25-Prozent-Anteil an verschiedene Investoren. Am 23. Oktober 2006 machte die australische Bank Macquarie den Aktionären ein Übernahmeangebot für 44 Euro je Aktie. Am 22. November 2006 präsentierte das Management BC Partners als Investor, der mit 52 Euro je Aktie die Australier zunächst überbot. Im Dezember 2006 erhöhte Macquarie seine Offerte auf 55 Euro je Aktie, unter der Bedingung, mindestens 70 Prozent der Anteile zu erhalten. Mit diesem Angebot war Techem mit 1,36 Milliarden Euro bewertet. Im Januar 2007 schloss Macquarie mit dem Techem-Management einen Rahmenvertrag und zwei Tage später geben Macquarie und BC Partners bekannt, dass sie gemeinsam Techem zu einem Preis von 55 Euro je Aktie übernehmen. Am 2. Februar 2007 scheitert die gemeinsame Übernahme von Techem endgültig. 2008 wurde die australische Macquarie-Gruppe Mehrheitsaktionärin.
Aus der Techem AG wurde 2009 die Techem GmbH. 2010 kam es zur Einführung von Techem Smart System, einem Energiemanagementsystem der Techem Energy Contracting. 2011 erfolgte die Markteinführung eines Funk-Rauchwarnmelders mit Umfeldüberwachung.
Techem wurde 2018 von einer Investorengruppe unter Führung der schweizerischen Partners Group übernommen, zu der noch die beiden kanadischen Pensionsfonds Caisse de dépôt et placement du Québec (CDPQ) und Ontario Teachers’ Pension Plan (OTPP) gehören. Bei der Transaktion wurde Techem mit 4,6 Milliarden Euro inklusive Schulden bewertet. Gemeinsam mit Vodafone entwickelt Techem vernetzte Systeme. Die stationären Datensammler wurden im Rahmen eines gemeinsamen Forschungsprojekts durch Geräte mit integriertem Narrowband-IoT ersetzt. Jeder Datensammler konnte nun die Verbrauchsstände direkt an Techem übertragen.

## Kartellrechtliche Aspekte des Submetering-Geschäfts
Im Mai 2017 veröffentlichte das Bundeskartellamt eine „Sektoruntersuchung bei Ablesediensten von Heiz-und Wasserkosten“ mit dem Ergebnis, dass im Markt der Ablesedienste für Heiz- und Wasserkosten erhebliche Anhaltspunkte für das Vorliegen eines wettbewerbslosen Oligopols vorliegen, dem zumindest die beiden Marktführer Techem und Ista International, möglicherweise aber auch Minol Messtechnik W. Lehmann, Kalorimeta und Brunata-Metrona angehören. So beherrschen wenige große Unternehmen den Markt für Ablesedienste von Heiz- und Wasserkosten (auf die beiden größten Anbieter Techem und Ista entfallen zusammen 50 % Marktanteil, die größten fünf Anbieter kommen zusammen auf 70 %).
Laut Bundeskartellamt führen die vorgefundene Marktstruktur sowie das Wettbewerbsgeschehen zu „Einschränkungen des tatsächlichen und potentiellen Wettbewerbs. Die Möglichkeit der Marktgegenseite, auf andere Unternehmen auszuweichen, ist […] eingeschränkt“. In Summe stellt das Bundeskartellamt „verhältnismäßig hohe“ Renditen der Submetering-Unternehmen fest, welche aus einem durchschnittlichen Umsatz pro Wohneinheit und Jahr von rund 74 Euro (mit deutlichen Unterschieden zwischen den verschiedenen Anbietern) her rühre.

### Kritikpunkte des Bundeskartellamts
Hauptkritikpunkte äußerte das Bundeskartellamt sowohl an Strukturmerkmalen als auch an bestimmte Verhaltensweisen der Submetering-Anbieter, die das Ziel haben, „dem Kunden einen Anbieterwechsel zu erschweren und damit geeignet sind, den Wettbewerb zwischen den Submetering-Anbietern zu begrenzen“.
1. Lange Vertragslaufzeiten, unter anderem durch unterschiedliche Eichfristen für verschiedene Zählerarten.
2. Die Kosten für das Ablesen werden in der Regel vom Mieter getragen werden, die Auswahl und die Beauftragung des Ablesedienstes trifft hingegen der Vermieter („Dreiecksvertragsverhältnis“). Hierdurch ist die Preissensibiltät des Auftraggebers nur schwach ausgeprägt.
3. Die Kosten der Ablesung sind für die Nutzer teilweise schwer oder gar nicht nachvollziehbar, da sie in den Nebenkostenabrechnungen nur aggregiert ausgewiesen werden.
4. Ein Wechsel des Anbieters wird durch fehlende Interoperabilität von Zählersystemen erschwert. Durch legislative Eingriffe zeichnet sich hier jedoch eine Entwicklung hin zu mehr interoperablen Systemen ab, die Anbieterwechsel zukünftig erleichtern könnte.
5. Eine geringe Vergleichbarkeit von Preisen und der Qualität der angebotenen Leistungen erschwert die Auswahl alternativer Dienstleister.
6. Stillschweigende Koordinierung: Insbesondere die führenden Unternehmen Techem und ista haben es aufgrund ihrer Stellung im Markt vergleichsweise einfach, über die Bedingungen einer stillschweigenden Koordinierung Einvernehmen zu erzielen. Unter anderem erlauben der hohe Konzentrationsgrad, die hohe Stabilität der Nachfrage sowie das Auseinanderfallen von direkter Nachfrage und den Zahlungsströmen (Dreiecksvertragsverhältnis) unkontrollierbare Verhaltensspielräume, da zentrale Wettbewerbsparameter wie Preissetzung und Anbieterwechsel ihre disziplinierende Wirkung auf den Submetering-Märkten nicht in ausreichendem Maße entfalten können.
7. Lieferverweigerungen von Zubehör und Ersatzteilen: In der Untersuchung des Bundeskartellamts gaben 46 befragte Marktteilnehmer an, dass sie in bestimmten Fällen Schwierigkeiten hatten, wenn ein Submetering-Kunde vom aktuellen Anbieter zu ihnen wechseln wollte. Diese Schwierigkeiten bestanden oftmals in der Verfügbarkeit von Ersatzteilen für übernommene Zähler.
8. Einsatz proprietärer Software und Zugang zu Schnittstellen: Submetering-Anbieter gewähren ihren Wettbewerbern üblicherweise keinen Zugang zur Schnittstelle ihrer Zähler.

### Empfehlungen des Bundeskartellamts
Das Bundeskartellamt empfahl 2017 folgende „Maßnahmen zur Belebung des Wettbewerbs bei Ablesediensten“:
1. die Förderung der Interoperabilität von Zählern (Ansätze dafür sind bereits im MsbG angelegt).
2. eine Vereinheitlichung der Eichfristen und Nutzungsdauern der Zähler, damit ein Submetering-Kunde möglichst einfach nach einer bestimmten Vertragslaufzeit zu einem anderen Anbieter wechseln kann.
3. Aufweichen des „Dreiecksvertragsverhältnisses“ (Submetering-Unternehmen, Submetering-Kunde, Nutzer), um die Kosten für Submetering der Partei aufzuerlegen, die das Submetering-Unternehmen beauftragt. Zusätzlich eine verbesserte Transparenz für die Wohnungsmieter durch Informationsrechte und Ausschreibungspflichten.